# نبرد ایسوس
نبرد ایسوس در ۳۳۳ پیش از میلاد اولین نبرد مستقیم اسکندر با سپاه داریوش سوم بود، داریوش و اسکندر در نزدیکی شهر ایسوس با یکدیگر رو به رو شدند. ایسوس در کنار خلیج اسکندرون قرار داشت و دشتی که در همسایگی این شهر قرار گرفته بود محل نبرد دو حریف واقع شد. این دشت از سوی شمال به کوه‌ها محدود بود و جنوب آن به دریا ختم می‌شد، سرانجام این نبرد شکست و عقب‌نشینی داریوش سوم و پیروزی اسکندر مقدونی بر سپاه هخامنشیان بود.
در این جنگ نخست سپاهیان ایران به فرماندهی یکی از سرداران ارتش ایران به نام آریامهر، خود را به پشت سپاه اسکندر رسانده راه را بر آن بستند و چیزی نمانده بود تا نیروی جنگی مقدونی محاصره و نابود شود، ولی اسکندر از این وضع نهراسید و به جنگ پرداخت. بسیاری از افراد دو طرف کشته شدند. اسکندر خود به ارابه داریوش حمله برد اما سرداران داریوش برای حفظ جان او از جان خود گذشتند و خود اسکندر نیز مجروح گردید، ولی در پایان اسب‌های ارابه داریوش به سبب زخمهایی که برداشته بود رمیدند. داریوش نیز به همین دلیل هراسان شده و ارابه‌ای دیگر نشست و زمانی که دسته‌ای از سپاهیانش گریختند وی نیز از معرکه جان بدر برد. پس از فرار داریوش ایرانیان شکست خوردند و اردویشان به غارت رفت و مادر، زن، پسر و دختر داریوش نیز به دست اسکندر گرفتار شدند.
این پیشامد داریوش را بر آن داشت تا از اسکندر درخواست صلح کند، ولی اسکندر درخواست او را قبول نکرد و چون در همان زمان سوریه را نیز به سبب خیانت حکمرانش به آسانی گرفته بود، به طرف فینیقیه حرکت کرد. مردم شهر صیدا ورود اسکندر به شهر را پذیرا شده و پیروزیش را به رسمیت شناختند ولی شهر صور مقاومت کرد و بسیاری از سپاهیان اسکندر را بر خاک افکند. سرانجام اسکندر پس از هفت ماه نبرد آن شهر را به تصرف درآورد و به قتل‌عام مردم آن پرداخت.

## پیش‌زمینه
پس از مرگ فیلیپ دوم، شاه مقدونیه، یونانیان و مقدونی‌ها خواستار انتقام حملهٔ خشایارشا و آتش زدن سارد پایتخت لیدی توسط او شدند و به تحریک اسکندر جانشین فیلیپ پرداختند.
زمانی که اسکندر آمادهٔ حمله می‌شد، داریوش سوم بر دولت هخامنشی پادشاهی می‌کرد و حملهٔ اسکندر به قلمرو هخامنشی را بعید می‌دانست.
اسکندر پادشاه جوان مقدونی ابتدا به آسیای صغیر لشکرکشی کرد و به جنگ با ارتش‌های مستعمراتی ایران پرداخت، سپس با پیروزی در نبردهای هلسپون، ادرمید، لیمنوس و کرانیک و تصرف فریژی و سیلیسی، باقی ماندهٔ ارتش مستعمراتی ایران را به سوی جلگهٔ ترسوس عقب راند. با تسلیم شدن قلعهٔ ترسوس ارتش اسکندر به بندر سینوس راه یافت و با عبور از رودخانهٔ ساروس به ساحل رود پیرانوس رسید و در آنجا برای نخستین بار سپاه اسکندر با ارتش اصلی ایران روبه‌رو شد.

## نبرد

### محل استقرار سپاه هخامنشی
در سال ۳۳۳ پ. م ارتش هخامنشی با گذر از کوه‌های پیلانوس، به خلیج ایسوس در حوالی شهر کوچک ایسوس رسیدند و در جلگه پایاس تا رودخانه ساروس استقرار یافتند که زمینی در حدود ۱۵۰فرسنگ بود. قرارگاه کل ارتش در داخل شهر ایسوس قرار داشت، قسمت جنوبی جلگه ایسوس را کوه‌ها محاصره کرده بودند و در شمال آن دریای مدیترانه قرار داشت.
استقرار کل ارتش ایران در جلگهٔ ایسوس که وسعت کمی داشت باعث ایجاد مشکلاتی شد و در نتیجه فرماندهٔ سپاه مجبور به تقسیم ارتش به سه قسمت شد، بدین ترتیب کلیهٔ سوار نظام در ساحل شرقی رودخانه پیرانوس واقع در انتهای جلگهٔ شمال غربی ایسوس استقرار یافت و صدهزار پیاده‌نظام سنگین و سبک به همراه ارابه‌های جنگی، اردوگاهی عمومی در نیم فرسنگی مغرب شهر ایسوس ایجاد کردند و باقی نیروها در پنج راه بیلانوس که یک فرسنگ دورتر از اردوگاه ارتش بود قرار گرفتند و خود را آماده مقابله با ارتش اسکندر کردند.

### ارتش زرین

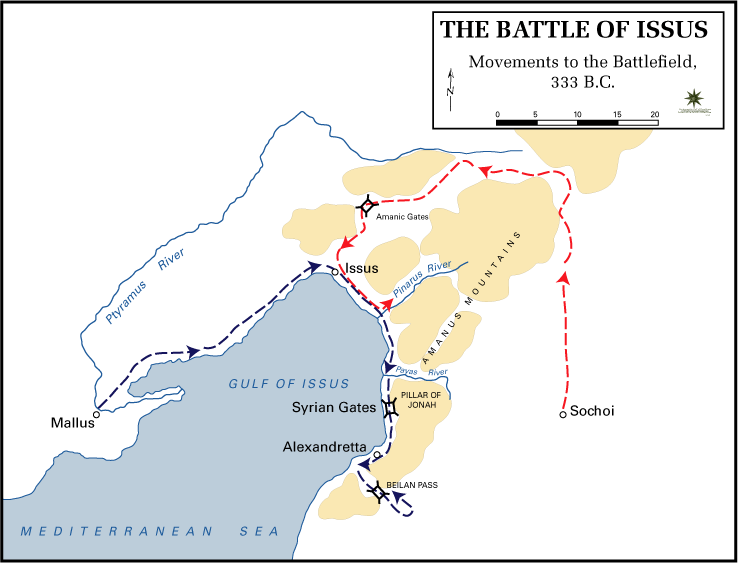
مسیر حرکت دو ارتش به سمت ایسوس (در ترکیه امروزی)

کشورگشایی‌ها و فتح سرزمین‌ها توسط هخامنشیان باعث جمع شدن ثروتی هنگفت در خزانه‌های ایران شده بود و همین ثروت زیاد باعث درخشش سپاه ایران گشته بود به گونه‌ای که هرودوت در کتاب خود می‌نویسد که سلاح سربازان ایرانی سرتاسر با طلا مزین بوده است.
کونت کورث مورخ رومی هنگامی که از داریوش سوم و نبرد ایسوس می‌گوید، آیینی از آیین‌های هخامنشی را بازگو می‌کند.
براساس نوشته‌های او هنگامی که ارتش داریوش به سوی میدان نبرد ایسوس می‌رفت، آتشدان‌هایی از جنس سیم را پیشاپیش ارتش به حرکت درآوردند و مغها درحالی که سرود می‌خواندند، در اطراف آتش قرار گرفته بودند و پس از مغها، جوانان که تعدادشان به اندازهٔ روزهای سال بود با لباس‌های ارغوانی حرکت می‌کردند؛ سپس ارابه‌ای می‌آمد که اسب‌های سفید آن را می‌کشیدند و آن ارابه را مخصوص اهورامزدا می‌دانستند و در پشت ارابه اسبی درشت اندام و زیبا حرکت می‌کرد که هخامنشیان آن را اسب آفتاب می‌گفتند.
کمی عقب‌تر از این اسب ده ارابه که مزین به سیم و زر بوده است حرکت می‌کرده و سپس سواره نظام جاویدان که ده هزار نفر بود می‌آید، برخی از این سواره نظام‌ها جامه‌های زربافت داشتند و برخی طوق‌های زرین یا قبایی داشتند با آستین‌های دراز که به سنگ‌های قیمتی مزین بود، آنها پیشاپیش گردونه شاه حرکت می‌کردند و این گردونه از دو سمت با پیکره‌های زرین و سیمین خدایان تزئین شده بود و شاه در درون آن نشسته بود و اسب‌ها زین‌های زرین داشتند و افسارهای تزئین شده به سنگ‌های قیمتی به آنها وصل بود.
کنت کورث داریوش را در جامه ای ارغوانی که با نقره ملیله‌دوزی شده بود توصیف می‌کند و می‌گوید که ردایش از زر و طلا می‌درخشیده است و بر روی آن دو قرقی با زر نقش زده شده بود که یکی بر روی دیگری افتاده بود و به آن ضربه می‌زد، او کمربندی زرین داشت که قمه‌ای به آن آویخته شده بود که غلافی جواهرنشان داشت و در پی گردونه شاهی ده هزار نفر دیگر می‌آمدند و همگی نیزه‌هایی داشتند که به نقره مزین بود و پیکانی از زر داشت و سپس کمانداران که محافظ گنجینه شاهی بودند حرکت می‌کردند.

### استراتژی ارتش داریوش
شروع جنگ ایسوس و اولین زد و خوردهای این نبرد در ساحل رود پیرانوس بود که تا هنگام غروب آفتاب ادامه داشت و چون غروب آفتاب فرا رسید سپاه هخامنشی بر اساس دستوری که داشتند، عقب‌نشینی کردند و سپاه اسکندر را به سمت ایسوس که جبههٔ ثابتشان بود کشیدند، نتیجه پیشروی سپاه اسکندر به سمت ایسوس آن بود که بخشی از سپاهیان ایران به پشت سپاه اسکندر رخنه کرده و سعی کردند آنان را محاصره کنند و راه بازگشتشان را ببندند.

## شکست داریوش سوم
ارتش اسکندر که پیاده‌نظام‌های سنگین اسلحه بودند سه روز به دنبال سواره‌نظام‌های ایرانی حرکت کردند و مسیر طاقت فرسا بین میسیس و ایسوس را طی کردند. در برخی منابع گفته شده که سپاه اسکندر ۵۰۰۰۰نفر و ارتش ایران متشکل از ۲۰۰۰۰۰نفر بوده است و همین زیادی ارتش ایران دربرابر ارتش اسکندر باعث آشفتگی در سپاه ایران و شکست آنان شده است.
در این جنگ نخست سپاهیان ایران به فرماندهی یکی از سرداران ارتش ایران به نام آریامهر، خود را به پشت سپاه اسکندر رسانده راه را بر آن بستند و چیزی نمانده بود تا نیروی جنگی مقدونی محاصره و نابود شوند که اسکندر حمله به قلب ارتش هخامنشی را صادر کرد و در اینجا دوری اردوگاه‌های نظامی ایرانی به نفع سپاه مقدونی شد.
در این بین افراد زیادی از هر دو سپاه کشته شدند و اما ارتش هخامنشی بیشترین تلفات را داشت، هنگامی که اسکندر و افرادش به گردونهٔ شاهی حمله کردند، سرداران ایرانی تلاش زیادی برای شکست آنان انجام دادن و حتی اسکندر را نیز مجروح ساختند اما در این بین اسبان گردونهٔ داریوش که زخمی شده بودند رم کردند و داریوش گردونهٔ خود را رها کرد و بر گردونهٔ دیگری نشست و زمانی که اوضاع و احوال نبرد و همچنین فرار تعدادی از سپاهیانش را دید، عقب‌نشینی کرد و صحنه جنگ را ترک کرد اما مادر، همسر و فرزندانش به دست اسکندر افتادند.

### ثروت هخامنشیان در دست مقدونی‌ها
ظاهراً شاهان هخامنشی بر اساس رسمی که داشتنه‌اند هنگامی که قصد رفتن به جنگ داشتند خزانه‌ای سیار به همراه سپاه روانه می‌کردند که مملو از ظروف و اشیاءِ گران‌بها بود.
داریوش سوم نیز در نبرد ایسوس خزانهٔ باارزشی همراه خود به میدان نبرد برد که با عقب‌نشینی از صحنه جنگ تمام خزانه به دست سپاه مقدونی افتاد. براساس نوشته‌های کنت کورث خزانه شاهی را ششصد قاطر و سیصد شتر می‌بردند و کمانداران ارتش از آن محافظت می‌کردند.
هنگامی که داریوش سوم در نبرد ایسوس عقب‌نشینی کرد، سپاه ایران دچار آشفتگی شد و در این بین خانوادهٔ داریوش و خزانهٔ شاهی به دست اسکندر افتاد و مقدونی‌ها هنگامی که خزانهٔ داریوش را دیدند دست از تعقیب او برداشتند و به تاراج خزانه پرداختند.
آنان جواهرات و زر و سیم را بین خود تقسیم کردند، گفته شده اشیاءِ خزانه به حدی زیاد بود که آنان مجبور شدند دست به انتخاب بزنند و چیزهایی که گرانبهاتر بود را انتخاب کنند.